# Jem Belcher
Pour les articles homonymes, voir Belcher.
Jem Belcher est un boxeur anglais combattant à mains nues né le 15 avril 1781 à Bristol et mort le 30 juillet 1811 à Londres.

## Carrière
Il devient champion d'Angleterre des poids moyens le 12 avril 1799 en battant au 16e round Paddington Tom Jones. Belcher remporte ensuite le titre dans la catégorie poids lourds aux dépens de Jack Bartholomew (victoire à la 17e reprise le 15 mai 1800), titre qu'il conserve contre Andrew Gamble, Joe Berks et Jack Firby avant de s'incliner face à Henry Pearce le 6 décembre 1805. Il met fin à sa carrière en 1809 après deux revers contre Tom Cribb.

## Distinctions
- Jem Belcher est membre de l’International Boxing Hall of Fame depuis 1992[4].